# Hans Wotislaw von Wobeser
Hans Wotislaw von Wobeser (* 1704; † 9. Oktober 1776 in Dietersdorf) war ein preußischer Landrat im Kreis Landsberg (Warthe).

## Leben

### Herkunft und Familie
Er stammte aus der pommerschen uradligen Familie Wobeser. Sein Vater war der kaiserlicher Kapitän Ernst Bogislaw von Wobeser († 1748).
Wie sein Vater, war er dreimal verheiratet, verstarb dennoch kinderlos. Er hatte mehrere Geschwister, Neffen, u. a. Karl Georg Friedrich von Wobeser, und Nichten. Zuweilen wurde für ihn 1706 als sein Geburtsjahr genannt.

### Werdegang
Wobeser schreib sich am 13. September 1724 an der in Brandenburgischen Universität Frankfurt ein. Er bestritt nach dem Studium eine Offizierslaufbahn in der preußischen Armee. Im Leib-Kürassier-Regiment avancierte er bis zum Leutnant. Nach erhaltenem Abschied wurde er im Juli 1744 Landrat im Kreis Landsberg (Warthe). Später wurde er als Ältester der neumärkischen Stände auch zum Landesdirektor gewählt. Wobeser war Erbherr auf Dietersdorf.